# Leo Reichsgraf von Lüttichau
Leo Georg Johann Guido Reichsgraf von Lüttichau (* 30. März 1882 in Darmstadt; † 10. Februar 1965 in Möckmühl) war ein deutscher Reichsgraf und Gutsbesitzer.

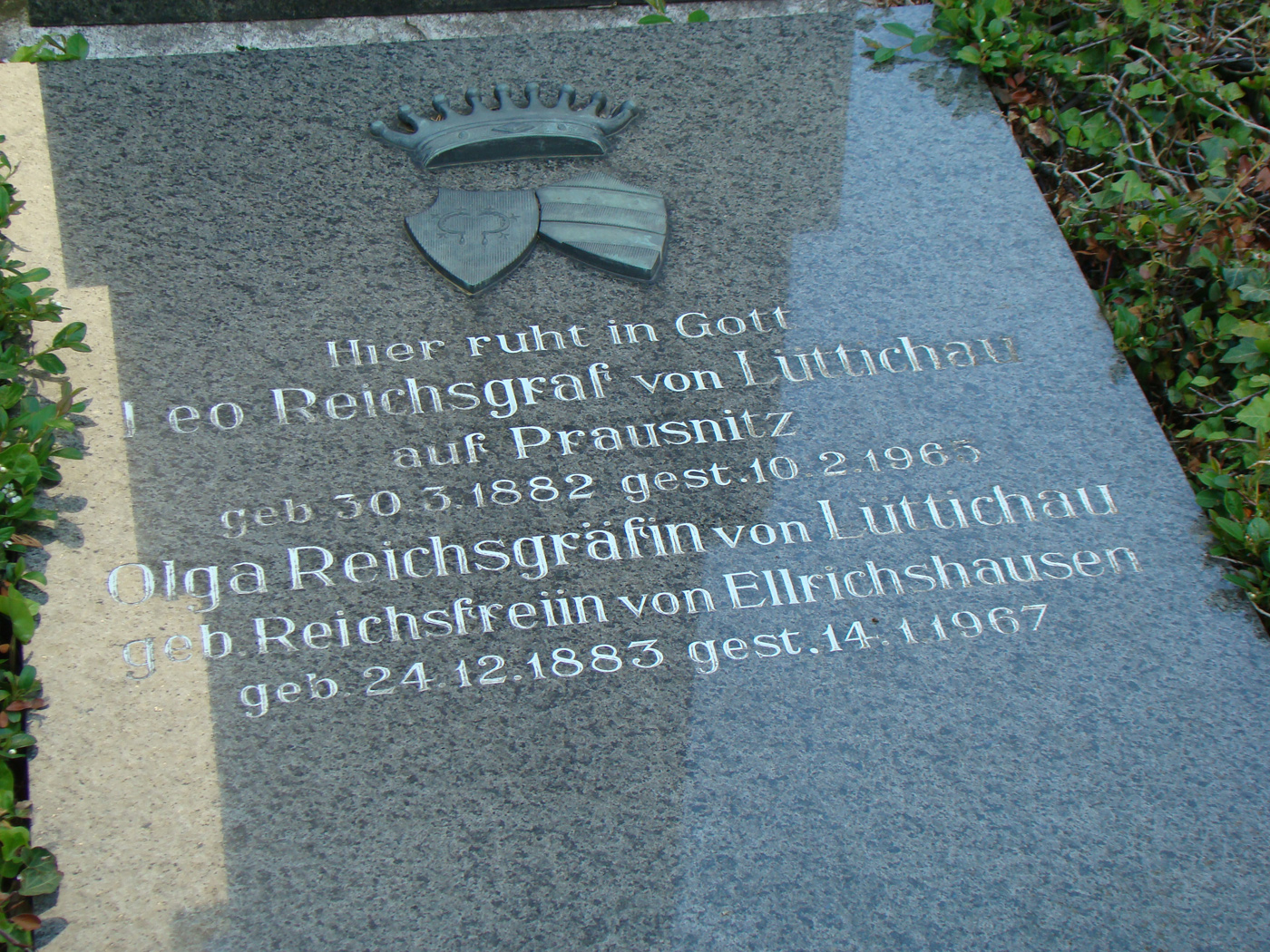
Grabstein Olga von Lüttichau, geb. Ellrichshausen, und Leo von Lüttichau. Friedhof in Züttlingen. Aufnahme 20. Mai 2012.

Seine Eltern waren Georg Graf von Lüttichau (* 1839; † 1901) und Margarete von Stösser (* 1860; † 1896), Tochter der Therese Stein von Kaminski und des Guido von Stösser-Rackschütz.
Leo Reichsgraf von Lüttichau gehörten die Güter in Ober-Prausnitz, Laasnig, Hohendorf, Pömbsen, Reisicht, Sandwaldau und Tschirbsdorf, sämtlich in Schlesien gelegen. Am 1. Juni 1910 heiratete er in Berleburg Olga Freiin von Ellrichshausen (1883–1967), Tochter der Helene Freiin von Neurath und des Joseph Freiherr von Ellrichshausen-Assumstadt. Auch Olga war durch Gut Schwärzerhof mit Landbesitz, in Württemberg, ausgestattet. Sohn Georg von Lüttichau (* 1911; † 1941), Oberleutnant, von Beruf Jurist, besaß mehrere Landgüter, teils Farmen in Südwestafrika, Sohn Conrad Tönne von Lüttichau das schlesische Gut Hohendorf. Der jüngste Sohn Hannibal von Lüttichau wurde zunächst Offiziersanwärter, später Diplom-Landwirt. Hauptwohnsitz der Familie Ende der 1930er Jahre war Schloss Reisicht mit 549 ha Gutseigentum.
Leo Reichsgraf Lüttichau kaufte des Weiteren die Farmen Niederhabe und Hoheacht in Südafrika (20.600 ha). Nach dem Zweiten Weltkrieg wurden diese versteigert. 1950 übersiedelte das Paar nach Südafrika, um sich Hypotheken auf die Farmen auszahlen zu lassen, mit deren Hilfe sie das Gut Goedehoop erwarben und dort einen neuen Anfang machten.
Graf von Lüttichau war bis zuletzt Mitglied des Johanniterordens, Schlesische Genossenschaft, Ehrenritter 1912 und Rechtsritter seit 1927. Die Familie wohnte auf Gut Schwarzerhof bei Möckmühl.